# Olga Koezenkova
Olga Sergeyevna Koezenkova (Russisch: Ольга Сергеевна Кузенкова) (Smolensk, 4 oktober 1970) is een Russische atlete, die gespecialiseerd is in het kogelslingeren. Ze verbeterde het wereldrecord in totaal negenmaal en was de eerste vrouw die meer dan 70 meter wierp.

## Biografie
Op de Olympische Spelen van Sydney in 2000 won Koezenova een zilveren medaille achter Kamila Skolimowska (goud) uit Polen en voor Kirsten Münchow (brons) uit Duitsland. In 2004 won ze goud op de Olympische Spelen van Athene met een worp van 75,02 m, een nieuw olympisch record. Een jaar later deed ze hetzelfde bij de wereldkampioenschappen in Helsinki, waar zij de slingerkogel eveneens voorbij de 75 meter zwiepte: 75,10.
In 2007 was ze duidelijk over haar hoogtepunt heen. Bij de wereldkampioenschappen in Osaka kwam ze met 66,56 niet door de kwalificatieronde heen.
Naast atleet is Koezenova officier in het leger. Ze traint met Aleksandr Seleznyov.

## Titels
- Wereldkampioene kogelslingeren - 2005
- Europees kampioene kogelslingeren - 2002
- Russisch kampioene kogelslingeren - 1992, 1993, 1994, 1995, 1997, 1998, 1999, 2000, 2001, 2002, 2003, 2004
- Sovjet kampioene kogelslingeren - 1992

## Persoonlijk record
| Onderdeel      | Prestatie | Datum       | Plaats |
| -------------- | --------- | ----------- | ------ |
| kogelslingeren | 75,68 m   | 4 juni 2000 | Toela  |

## Wereldrecords
| Afstand   | Naam             | Plaats            |
| --------- | ---------------- | ----------------- |
| 73,80 m   | 15 mei 1998      | Toljatti          |
| 73,10 m   | 22 juni 1997     | München           |
| 70,78 m   | 11 juni 1997     | Smolensk          |
| 69,46 m   | 17 februari 1996 | Sydney            |
| 68,16 m   | 18 juni 1995     | Moskou            |
| 68,14 m   | 5 juni 1995      | Moskou            |
| 66,84 m   | 23 februari 1994 | Adler             |
| 65,40 m * | 4 juni 1992      | Brjansk           |
| 64,44 m * | 17 mei 1992      | Rostov aan de Don |

* = Niet erkend door de IAAF

## Palmares

### kogelslingeren
- 1997:  Universiade - 65,96 m
- 1997:  Europacup - 73,10 m
- 1998:  Europacup - 65,89 m
- 1998:  EK - 69,28 m
- 1998:  Goodwill Games - 70,98 m
- 1999:  Europacup - 69,05 m
- 1999:  WK - 72,56 m
- 2000:  OS - 69,77 m
- 2000:  Europacup - 70,20 m
- 2001:  Europese winterbeker - 71,30 m
- 2001:  Goodwill Games - 69,98 m
- 2001:  Grand Prix - 68,27 m
- 2001:  WK - 70,61 m
- 2002:  EK - 72,94 m
- 2002:  Europacup - 73,07 m
- 2002:  Wereldbeker - 66,98 m
- 2003:  Europese winterbeker - 66,25 m
- 2003:  Europacup - 69,89 m
- 2003:  Wereldatletiekfinale - 71,16 m
- 2003:  WK - 71,71 m
- 2004:  OS - 75,02 m
- 2004:  Europacup - 70,89 m
- 2004:  Wereldatletiekfinale - 72,90 m
- 2005:  Europese winterbeker - 70,11 m
- 2005:  Wereldatletiekfinale - 72,46 m
- 2005:  WK - 75,10 m
- 2007: 13e in kwal. WK - 66,56 m

2000: Kamila Skolimowska ·
2004: Olga Koezenkova ·
2008: Yipsi Moreno ·
2012: Anita Włodarczyk ·
2016: Anita Włodarczyk ·
2020: Anita Włodarczyk ·
2024: Camryn Rogers
1999 Mihaela Melinte · 
2001 Yipsi Moreno · 
2003 Yipsi Moreno · 
2005 Olga Koezenkova ·
2007 Betty Heidler ·
2009 Anita Włodarczyk ·
2011 Tatjana Lysenko ·
2013 Anita Włodarczyk · 
2015 Anita Włodarczyk · 
2017 Anita Włodarczyk · 
2019 DeAnna Price · 
2022 Brooke Andersen  · 
2023 Camryn Rogers